# Anh Le Yen Hoang
Anh Lê Yen Hoang er en restauratør og kogebogsforfatter som er født i Vietnam, men har siden 1979 boet i Danmark.

## Baggrund
Anh Lê er født i Vietnam, hvor hun boede ind til, hun var 5 år. I 1979 flygtede Anh Lê og hendes familie – mor, far og tre brødre – som bådflygtninge fra Vietnam. De kom til Danmark og blev først bosat i Aalborg og senere i Aabybro.
I Aabybro arbejdede Anh på sin mors grillbar som ekspedient, ligeledes lavede hun maden. Hun blev sproglig student fra Aalborg Katedralskole i 1993. I 1995 tog hun en kort videregående uddannelse i markedsøkonomi fra Aalborg Universitet. I 1996 tog Anh Lê til Vietnam, her blev hun assisterende projektleder i et projekt der omfattede gadebørn i Saigon. Det var her grundstenen blev lagt til Anh’s samarbejde med SOS-børnebyerne i Vietnam. Anh havde en drøm om at åbne en vietnamesisk restaurant. Denne drøm havde hun haft lige siden de stod i moderens grillbar. I 2003 lykkedes det hende, da LêLê slog dørene op for første gang på Vesterbrogade 56 i København, hvor det vietnamesiske gadekøkken for første gang blev introduceret i Danmark. Restauranten var en succes og i 2006 flyttede Anh og brødrene restauranten længere ned af Vesterbrogade til større lokaler, hvor de gik konkurs med en større gæld. Imidlertid kunne familien starte et nyt firma sammen med Per Ulrik Andersen og fortsætte blandt andet i lokalerne på Vesterbrogade.

## Forfatterskab
- LêLê’s gadekøkken; Thanning og Appel 2008; ISBN 978-87-413-0977-4